# Zaporižžja (U-01)
Zaporižžja (U-01) (ukrajinsky Запоріжжя, rusky Запорожье (Zaporožje), ex B-435, v českém překladu Záporoží) je diesel-elektrická ponorka projektu 641. Do března 2014 ji vlastnilo jako jedinou ponorku Ukrajinské námořnictvo, které ji získalo při dělení sovětské černomořské floty po rozpadu Sovětského svazu. Krátce po anexi Krymu, 22. března 2014, ji zabralo jako další v sérii zabíraných lodí ukrajinského černomořského loďstva Ruské námořnictvo.

## Popis
Plavidlo je 70 metrů dlouhé a čítá 78 členů posádky. S moderními ruskými ponorkami nelze srovnat, ale je ideální pro plavbu Černým mořem. Má tichý chod a není snadno zachytitelná.

## Služba

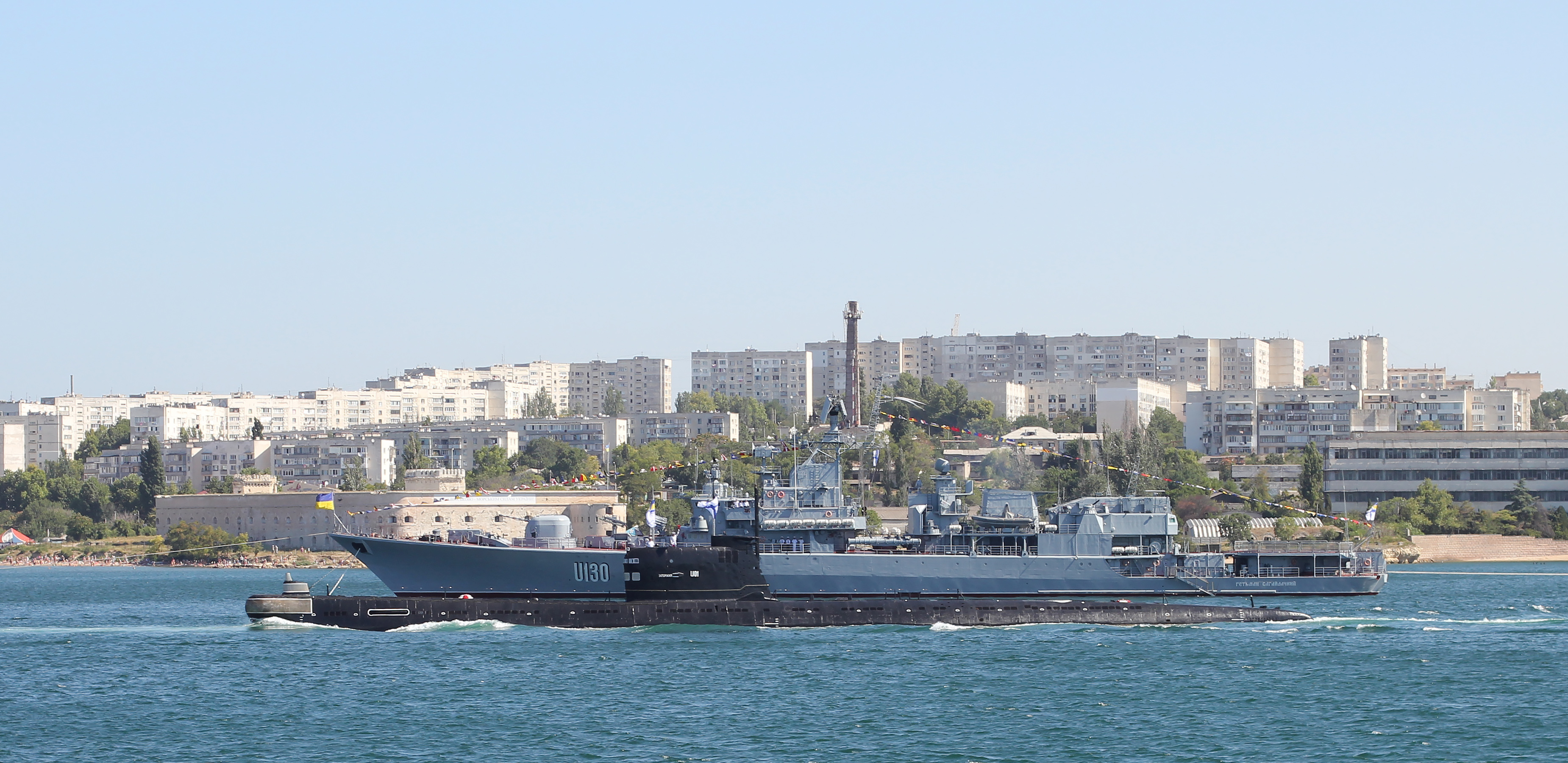
Zaporižžja v 2012

Ponorka byla vyrobena v roce 1970 v Petrohradu. Po získání ukrajinským námořnictvem stála ponorka 19 let v doku a postupně byla za nedostatku financí rekonstruována. Oprava byla velmi drahá a vyšla na v přepočtu přes 145 milionů Kč. Její dokončení v dubnu 2012 brala Ukrajina jako znamení lepších časů, místo toho ji ale 22. března 2014 zabralo během obsazování Krymu Rusko. Podle ruských zdrojů do ruského námořnictva přešla polovina posádky, včetně kapitána.